# Forbes March
Forbes March (* 12. Mai 1973 in Bristol, England) ist ein kanadischer ehemaliger Schauspieler und ehemaliges Model.

## Leben
Forbes March wurde zwar in der englischen Hafenstadt Bristol geboren, der Sohn eines Philosophieprofessors und einer Grundschullehrerin wuchs jedoch im kanadischen Halifax, Nova Scotia auf. Nach der Highschool zog er nach Vancouver, wo er von einem Agenten entdeckt wurde, als er sich gerade als Uhrenverkäufer ein paar Dollar dazuverdiente. Schon bald war er in seinem ersten Werbespot zu sehen und nahm Schauspielunterricht. Als Model war March in den Anzeigenkampagnen für Tommy Hilfiger, Armani und die Marlboro Kollektion zu sehen.
Schließlich zog er nach New York, um das renommierte Lee Strasberg Acting Institute zu besuchen. Einem größeren Publikum wurde der heute in lebende Schauspieler 1999 mit seiner Rolle als Scott Chandler in der Serie All My Children bekannt. Anschließend folgte eine Hauptrolle in der Science-Fiction-Serie Mutant X, ebenfalls wirkte er in mehreren Seifenopern mit. Daneben spielte er in den Independent-Filmen Way Off Broadway und Campfire Stories. Inzwischen hat er sich aus der Schauspielerei zurückgezogen und betreibt laut einem Artikel aus dem Jahr 2016 eine Holzfirma in New York.
Forbes March ist verheiratet und hat eine Tochter.

## Filmografie
- 1991: Northwood
- 1995: Dangerous Indiscretion
- 1999–2000: All My Children (Fernsehserie, 21 Folgen)
- 2001: Way Off Broadway
- 2001: Campfire Stories
- 2001–2004: Mutant X (Fernsehserie, 66 Folgen)
- 2004: Doc (Fernsehserie, Folge 4x10)
- 2005: Dirty Love
- 2005: CSI: Den Tätern auf der Spur (CSI: Crime Scene Investigation, Fernsehserie, Folge 5x14)
- 2005–2008: Liebe, Lüge, Leidenschaft (One Life to Live, Fernsehserie, 206 Folgen)
- 2006: Undone
- 2008: Manhattanites
- 2008: Wired City
- 2009: Jung und Leidenschaftlich – Wie das Leben so spielt (As the World Turns, Fernsehserie, 19 Folgen)
- 2010: The Rest of My Life
- 2010: Degrassi (Fernsehserie, 2 Folgen)
- 2016: The Renovation (Kurzfilm)

## Weblink
- Forbes March bei IMDb